# Un orso chiamato Arturo
Un orso chiamato Arturo è un film italiano del 1992 diretto da Sergio Martino.

## Trama
Un compositore americano di colonne sonore incontra una bella donna che dice di essere la sua più grande fan. Tuttavia, si scopre che lei è un agente segreto in missione. Tra i due ci sarà del tenero tra un'avventura e l'altra.